# Doda
Dorota Aqualiteja Rabczewska, mais conhecida como Doda (Ciechanów, 15 de fevereiro de 1984), é uma cantora polonesa.

## Discografia
- 2007: Diamond Bitch 3 x Platin Schallplatte
- 2011: The Seven Temptations
- 2019: Dorota
- 2022: Aquaria